# Radio Cristal
Radio Cristal es una radio de frecuencia AM de la ciudad de Guayaquil, Ecuador. Fue fundada el 24 de febrero de 1957 por Carlos Armando Romero Rodas.

## Historia
Radio Cristal fue fundada el 24 de febrero de 1957 por Carlos Armando Romero Rodas, también conocido como CARR, con la particularidad de difundir la música nacional y transmitir mensajes para enlazar a la gente del campo –donde no existía servicio telefónico, ni energía eléctrica– con la gente de la ciudad. Entre sus programas tradicionales que aún se mantienen vigentes se encuentran Desayúnese con las noticias, La sorpresa radial de las once, Mañanitas ecuatorianas y La hora Jota Jota.  La emisora es reconocida también por haber impulsado la carrera de Julio Jaramillo, cuyos restos fueron velados en sus instalaciones; adicionalmente, el auditorio de la radio se llama Julio Jaramillo en su honor.
La radio es popular sobre todo en localidades rurales de la costa ecuatoriana. Además de esto, es conocida por su difusión de saludos de cumpleaños, recordatorios de misas de réquiem, y ofertas de trabajo, principalmente para el sector de la construcción, razón por la cual también es frecuente ver albañiles en los exteriores de la radio esperando conseguir ofertas para trabajar en obras.
Carlos Armando Romero Rodas falleció el 2004 a los 75 años de edad, quedando la radio a cargo de su hijo, Julio Juan Romero, quien falleció el 2019 a los 48 años de edad. La radio es dirigida actualmente por su otro hijo Ricardo Romero.